# Gastronomia de l'Azerbaidjan

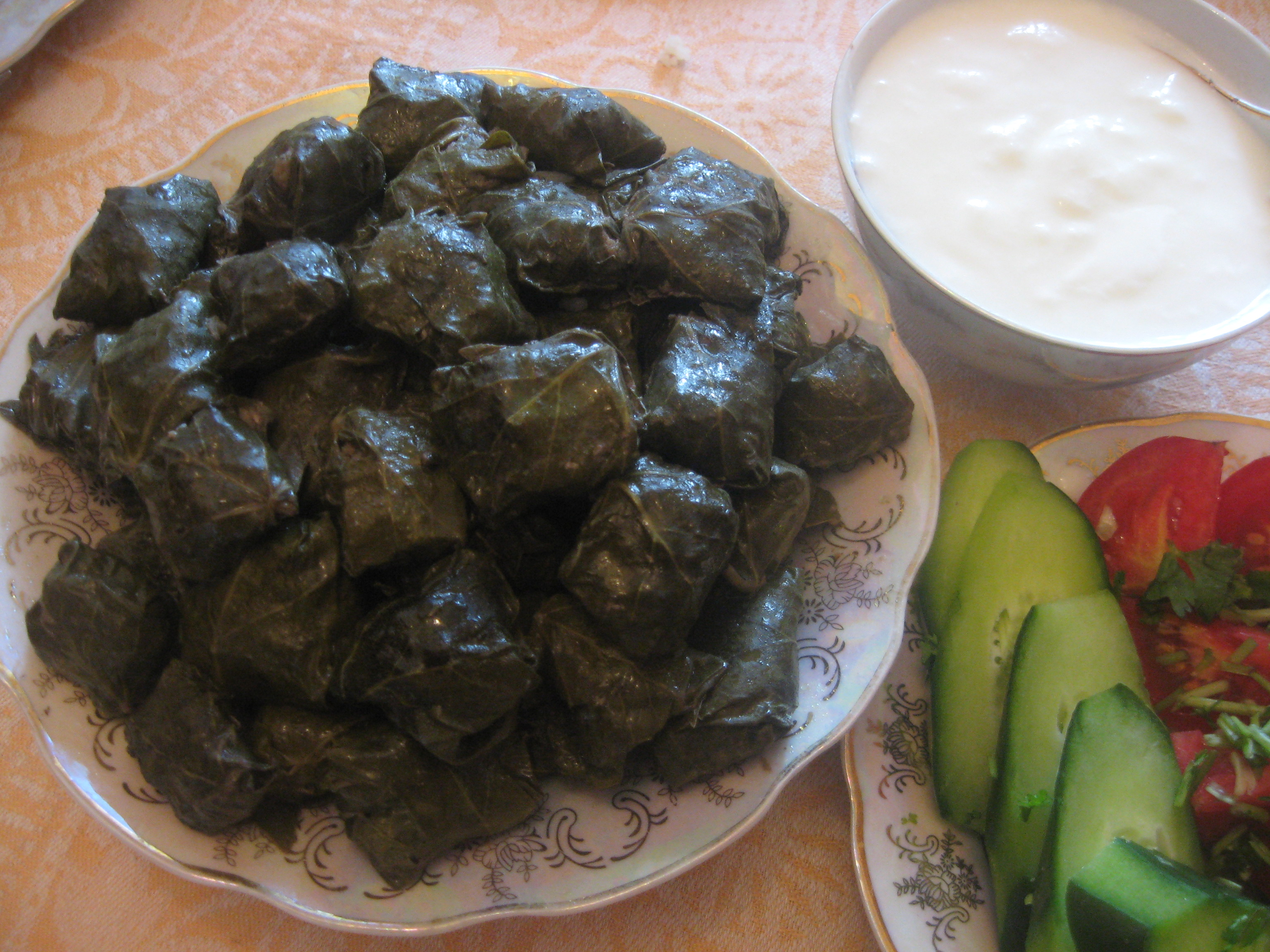
Dolma azerbaidjanès.

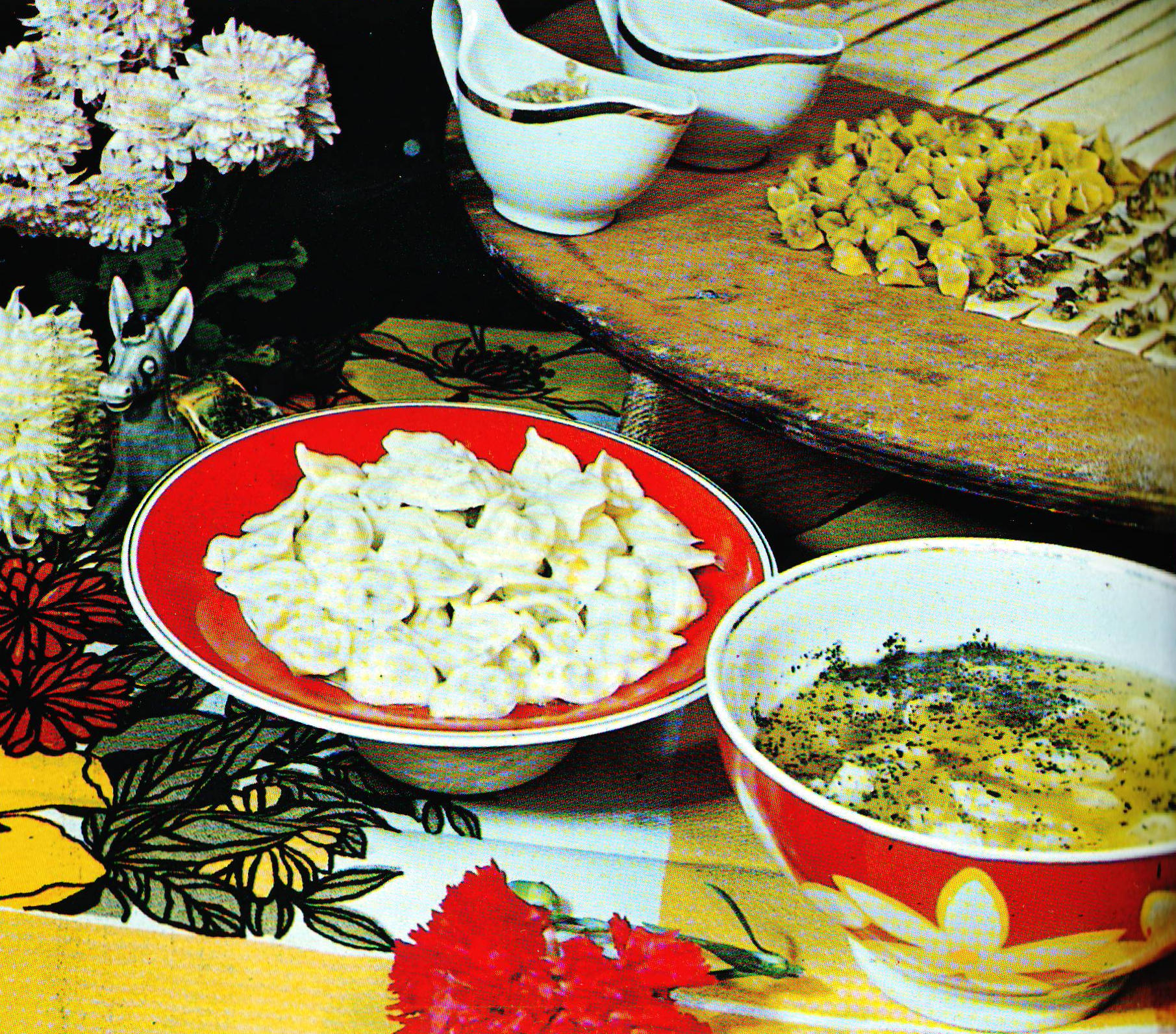
Duchbara.

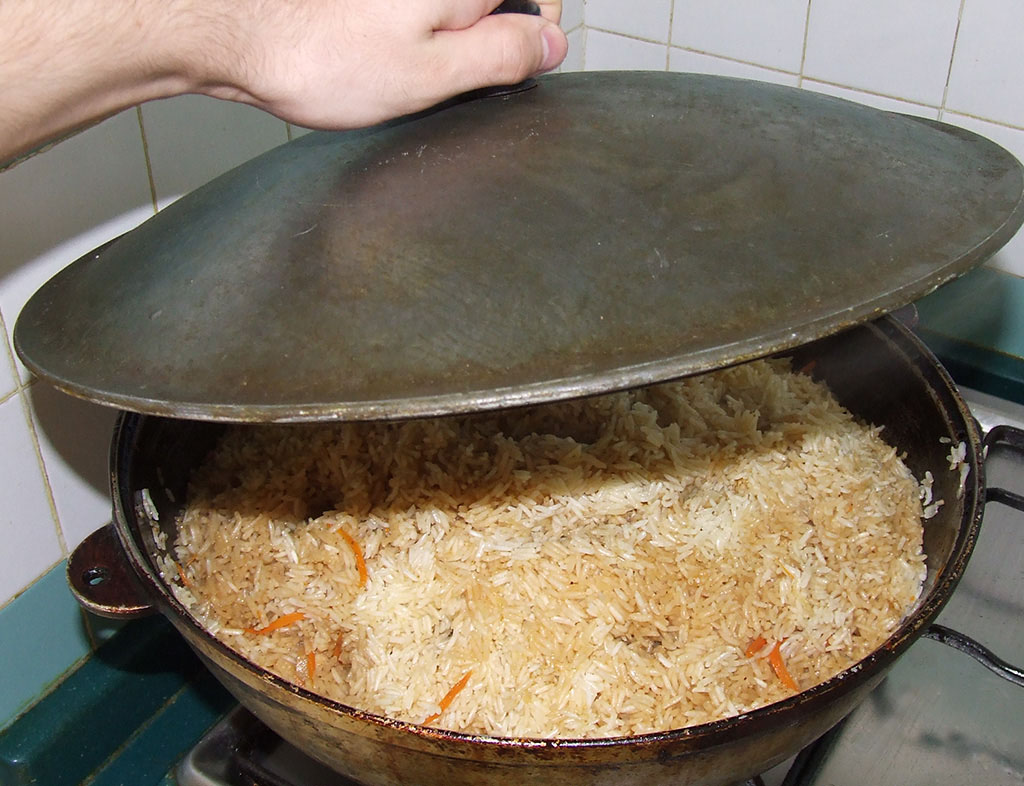
Arròs pilaf.

La gastronomia de l'Azerbaidjan és el conjunt de gastronomies tradicionals de les ètnies i cultures de l'Azerbaidjan.
En general conté elements de les gastronomies europees (caucàsica, mediterrània), magribines i de l'Orient Mitjà. Té influència de la cuina turca i en menor grau de la cultura de l'antiga Unió Soviètica. Aquest país conté nou àrees climàtiques, que ofereixen diferents productes locals usats com ingredients. Inclou la cuina dels àzeris, que té elements turcs, iranians i caucàsics.
Es tracta d'una cuina popular casolana, transmesa de mares a filles i a la qual els noms dels plats fan referència als ingredients principals i la seva manera de cuinar-los, o eventualment al nom del lloc d'on és característic preparar-los d'aquesta manera. Actualment inclou carn de bestiar boví i de xai, tot i que abans la de cavall i la de camell eren habituals també, hi ha a més nombroses receptes amb peixos d'aigua dolça, ous, productes làctis, hortalisses, cereals (arròs pilaf i blat en forma de pa i pasta) i molta fruita fresca i seca. Dels animals es mengen també les tripes i els menuts, i també s'usa el seu greix per cuinar. Hi ha una àmplia varietat de petites pastisseries típiques de la gastronomia oriental, incloent baklavas, halvas, etc., a més de melmelades i sorbets per a beure. Entre les begudes destaquen les vodkas, que a més de per ser begudes es poden usar com a begudes medicinals.

## Ingredients bàsics
- Carn: Xai, gall.
- Hortalisses: Albergínia, carbassó, pastanaga, tomàquet, ceba.
- Verdura: Espinac, bleda, agrella, ortiga, patata, nap.
- Peix: Truita asalmonada, corègon blanc (Coregonus albula) i, en menor grau, altres peixos d'aigua dolça.
- Fruita: Albercoc, cirera, pera, préssec, poma, pruna, maduixa, figa, magrana, codony, raïm, meló, síndria.
- Espècies: Alfàbrega, estragó, anet, julivert, coriandre, cardamom, menta, melissa, cebollí.
- Altres: Iogurt, formatge blanc, arròs, bolets, mel, pipes de gira-sol.

## Plats
Una típic menjar azerbaidjanès inclou diversos fulls d'herbes fresques, pa (chorek), una amanida de cogombres amb tomàquet, així com iogurt i formatge.

### Carn i peix
La carn més apreciada és el xait i les aus, com per exemple el pollastre. El peix, menys pressent, és el que es pugui pescar al riu o sobretot al llac, sobretot el coregó blanc i, usualment per a festes, la truita asalmonada. Sovint tant la carn com el peix es couen a la brassa i es serveixen en broquetes i acompanyats de verdura, però també els podem trobar tallats a trossets i integrats dintre d'amanides o bé cuits a la cassola amb verdures (patata, tomàquet i ceba).
Alguns dels plats més famosos de l'Azerbaidjan són el peix preparat amb herbes i salsa; el dolma, xai acompanyat d'arròs i herbes; ellavangi, un guisat de pollastre amb nous i espècies; el qutab, un panet amb xai, formatge i vegetals; i el tika kabab, broquetes de xai amb vegetals. El platet nacional és el pilaf d'arròs amb safrà.

### Vegetals
Les herbes fresques com la menta, el coriandre, l'anet, l'alfàbrega, el julivert, l'estragó, el porro, el cibulet, la farigola, el marduix, el cebollí gal·lès i els créixens són molt populars i sovint acompanyen els plats principals de la taula.
Les amanides de verdura i hortalisses crues són molt freqüents, i típicament totes contenen el binomi tomàquet i cogombre. Les dolmes són hortalisses farcides d'arròs o de carn. El tetu són verdures marinades, com per exemple coliflor, col, pastanaga, tomàquet, etc.

## Pa i companatges
El pa tradicional és el lavach. És ovalat, molt prim i pla, sense molla, i es cou a la paret d'un forn especial que es diu tendir, que està excavat a terra i té forma cilíndrica.

## Begudes
A l'Azerbaidjan, el te negre és la beguda nacional. Les begudes més habituals als àpats, a part de l'aigua, són els refrescos, els sucs de fruites i el te. Entre les begudes alcohòliques, són els vodkes, les cerveses i els vins.